# Militärflugplatz Mürted

i7
i11
i13
Der Militärflugplatz Mürted (türkisch Mürted Hava Meydan Komutanlığı, ICAO-Code: LTAE, ehemals Militärflugplatz Akıncı)  ist ein Militärflugplatz in der Türkei. 2016 wurde der Flugplatz umbenannt. Er erhielt den alten Namen Mürted Hava Üssü zurück. Mürted bedeutet „Apostat“.
Der Flugplatz liegt etwa 25 km nordwestlich von Ankara auf einer Höhe von 843 Metern. Die Start- und Landebahn hat eine Länge von 3350 m bei einer nutzbaren Breite von 45 Metern.
Bis zum Putsch 2016 waren drei Staffeln General Dynamics F-16 C/D dort stationiert. Außerdem wurden bis 1996 auch Kernwaffen auf diesem Stützpunkt gelagert. Zurzeit nutzt die Turkish Aerospace Industries den Flugplatz.
Im Juli 2016 war der Flugplatz einer der Schauplätze des versuchten Militärputsches. Unter anderem wurde die Start- und Landebahn bombardiert, um den Einsatz der Putschisten zu behindern. Im Nachgang des Putschversuchs soll dieser Flugplatz, wie alle Militäranlagen, von denen aus der Putschversuch gesteuert wurde, geschlossen werden.